# Kategoria Superiore 2013/14
De Kategoria Superiore 2013/14 is het 75ste seizoen van het Albanese nationale voetbalkampioenschap en het 16de seizoen onder de naam Kategoria Superiore. In tegenstelling tot de 14 clubs in de voorbije seizoenen wordt in het seizoen 2013/14 slechts met 12 clubs voor de landstitel gestreden. Skënderbeu Korçë begint voor het derde jaar op rij als regerend landskampioen aan zijn seizoen.

## Eindstand
| №  | Club                | WG | W  | G  | V  | DV | DT | +/– | Punten |
| -- | ------------------- | -- | -- | -- | -- | -- | -- | --- | ------ |
| 1  | Skënderbeu Korçë    | 33 | 18 | 7  | 8  | 52 | 32 | +20 | 61     |
| 2  | KF Kukësi           | 33 | 16 | 9  | 8  | 46 | 34 | +12 | 57     |
| 3  | KF Laçi             | 33 | 16 | 6  | 11 | 41 | 28 | +13 | 54     |
| 4  | KS Teuta Durrës     | 33 | 14 | 12 | 7  | 46 | 35 | +11 | 54     |
| 5  | Partizan Tirana     | 33 | 15 | 8  | 10 | 33 | 26 | +7  | 53     |
| 6  | KF Tirana           | 33 | 14 | 8  | 11 | 36 | 31 | +5  | 50     |
| 7  | KS Flamurtari Vlorë | 33 | 14 | 9  | 10 | 45 | 40 | +5  | 481    |
| 8  | KS Vllaznia Shkodër | 33 | 12 | 9  | 12 | 42 | 36 | +6  | 45     |
| 9  | KS Besa Kavajë      | 33 | 11 | 9  | 13 | 34 | 32 | +2  | 391    |
| 10 | KS Kastrioti Krujë  | 33 | 8  | 5  | 20 | 26 | 46 | -20 | 29     |
| 11 | KS Lushnja          | 33 | 7  | 5  | 21 | 32 | 59 | -27 | 26     |
| 12 | KS Bylis Ballsh     | 33 | 5  | 9  | 19 | 20 | 54 | -34 | 24     |

1Flamurtari Vlorë en Besa Kavajë kregen van de nationale voetbalbond drie punten in mindering.
|  | Kwalificatie voor de tweede voorronde van de Champions League            |
|  | Kwalificatie voor de eerste voorronde van de Europa League               |
|  | Bekerwinnaar. Kwalificatie voor de eerste voorronde van de Europa League |
|  | Degradatie naar de Kategoria e Parë                                      |

Nationale competities:
Albanië · Andorra · Armenië · België · Bosnië en Herzegovina · Bulgarije · Cyprus · Denemarken · Duitsland · Engeland · Estland ('13 '14) · Faeröer ('13 '14) · Finland ('13 '14) · Frankrijk · Gibraltar · Griekenland · Hongarije · IJsland ('13 '14) · Ierland ('13 '14) · Israël · Italië · Kazachstan ('13 '14) · Kroatië · Letland ('13 '14) · Litouwen ('13 '14) · Luxemburg · Macedonië · Malta · Moldavië · Montenegro · Nederland · Noord-Ierland · Noorwegen ('13 '14) · Oekraïne · Oostenrijk · Polen · Portugal · Roemenië · Rusland · San Marino · Schotland · Servië · Slovenië · Slowakije · Spanje · Tsjechië · Turkije · Wales · Zweden · Zwitserland
Europese competities: Super Cup 2014 · Champions League · Europa League
1930 · 1931 · 1932 · 1933 · 1934 · 1935 · 1936 · 1937 · 1938-44 · 1945 · 1946 · 1947 · 1948 · 1949 · 1950 · 1951 · 1952 · 1953 · 1954 · 1955 · 1956 · 1957 · 1958 · 1959 · 1960 · 1961 · 1962/63 · 1963/64 · 1964/65 · 1965/66 · 1966/67 · 1967/68 · 1968/69 · 1969/70 · 1970/71 · 1971/72 · 1972/73 · 1973/74 · 1974/75 · 1975/76 · 1976/77 · 1977/78 · 1978/79 · 1979/80 · 1980/81 · 1981/82 · 1982/83 · 1983/84 · 1984/85 · 1985/86 · 1986/87 · 1987/88 · 1988/89 · 1989/90 · 1990/91 · 1991/92 · 1992/93 · 1993/94 · 1994/95 · 1995/96 · 1996/97 · 1997/98 · 1998/99 · 1999/00 · 2000/01 · 2001/02 · 2002/03 · 2003/04 · 2004/05 · 2005/06 · 2006/07 · 2007/08 · 2008/09 · 2009/10 · 2010/11 · 2011/12 · 2012/13 · 2013/14 · 2014/15 · 2015/16 · 2016/17 · 2017/18 · 2018/19 · 2019/20 · 2020/21 · 2021/22 · 2022/23